# Veikko Kankkonen
Esa Veikko Antero Kankkonen, född 5 januari 1940 i Sotkamo, Uleåborgs län, är en finländsk tidigare backhoppare som tävlade för Lahden Hiihtoseura, Lahtis.

## Karriär
Veikko Kankkonen deltog i Olympiska vinterspelen 1964 i Innsbruck. I normalbacken (i Seefeld in Tirol) vann han tävlingen och fick sin olympiska guldmedalj. I stora backen (i Bergisel) blev det dramatik. Kankkonen hade det bästa hoppet i första omgången där han hoppade lika långt som gällande backrekordet. Toralf Engan, som till slut blev segrare, hoppade två meter kortare. I andra omgången hoppade båda hopparna lika långt, men Kankkonen hade ett "halvt fall" och fick stilpoäng från 9 till 18,5 (finländske domaren gav 15). Det räckte till en silvermedalj för Kankkonen i det som beskrivits som "den mest dramatiska hopptävlingen i OS-historien". I OS 1968 i Grenoble deltog Kankkonen och var Finlands flaggbärare under öppningsceremonin. Han vann dock inga medaljer i detta OS.
Veikko Kankkonen vann Tysk-österrikiska backhopparveckan två gånger: 1963/1964 och 1965/1966. Han vann tävlingen i Holmenkollen 1964 och satte två backrekord (85 och 87 meter). Han fick Holmenkollenmedaljen 1964 tillsammans med Eero Mäntyranta, Georg Thoma och Halvor Næs.

## Senare karriär
Veikko Kankkonen spelar golf och tävlar tillsammans med tidigare finländska backhoppare mot tidigare norska backhoppskamrater i "Ryder Cup Norge - Finland".